# Euproctis abythosticta
Euproctis abythosticta är en fjärilsart som beskrevs av Collenette 1947. Euproctis abythosticta ingår i släktet Euproctis och familjen tofsspinnare. Inga underarter finns listade i Catalogue of Life.